# (33432) 1999 ET3
1999 إي تي 3 (ويعرف أيضًا باسم (33432) 1999 إي تي 3 وفق تسمية الكوكب الصغير) (بالإنجليزية: 1999 ET3)‏ هو كويكب ضمن حزام الكويكبات؛ وترتيبه 33432 من حيث الاكتشاف.
اكتُشف هذا الجُرم الفلكي بواسطة Paul G. Comba ‏ في 15 مارس 1999.

## وصلات خارجية
- (33432) 1999 ET3 في قاعدة بيانات مختبر الدفع النفاث لأجرام النظام الشمسي الصغيرة

- الاكتشاف · مخطط المدار ·  العناصر المدارية · المعلمات المادية

- (33432) 1999 ET3 على موقع ويكي سكاي: DSS2, SDSS, GALEX, IRAS, Hydrogen α, X-Ray, Astrophoto, Sky Map, Articles and images